# NGC 6721
NGC 6721 is een elliptisch sterrenstelsel in het sterrenbeeld Pauw. Het hemelobject werd op 12 juli 1834 ontdekt door de Britse astronoom John Herschel.

## Synoniemen
- ESO 141-19
- PGC 62680